# St. Bartholomäus (Epfach)

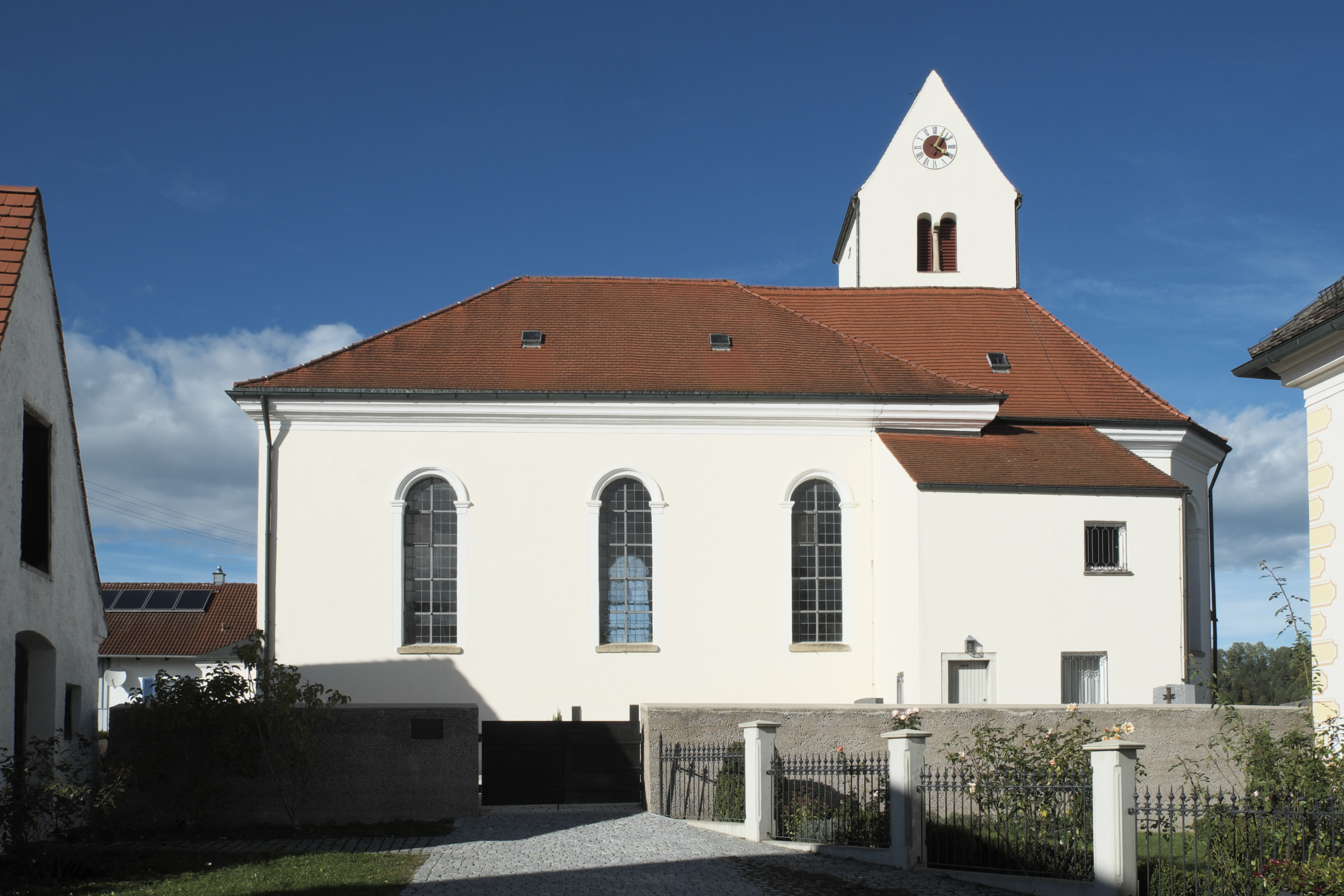
Pfarrkirche St. Bartholomäus

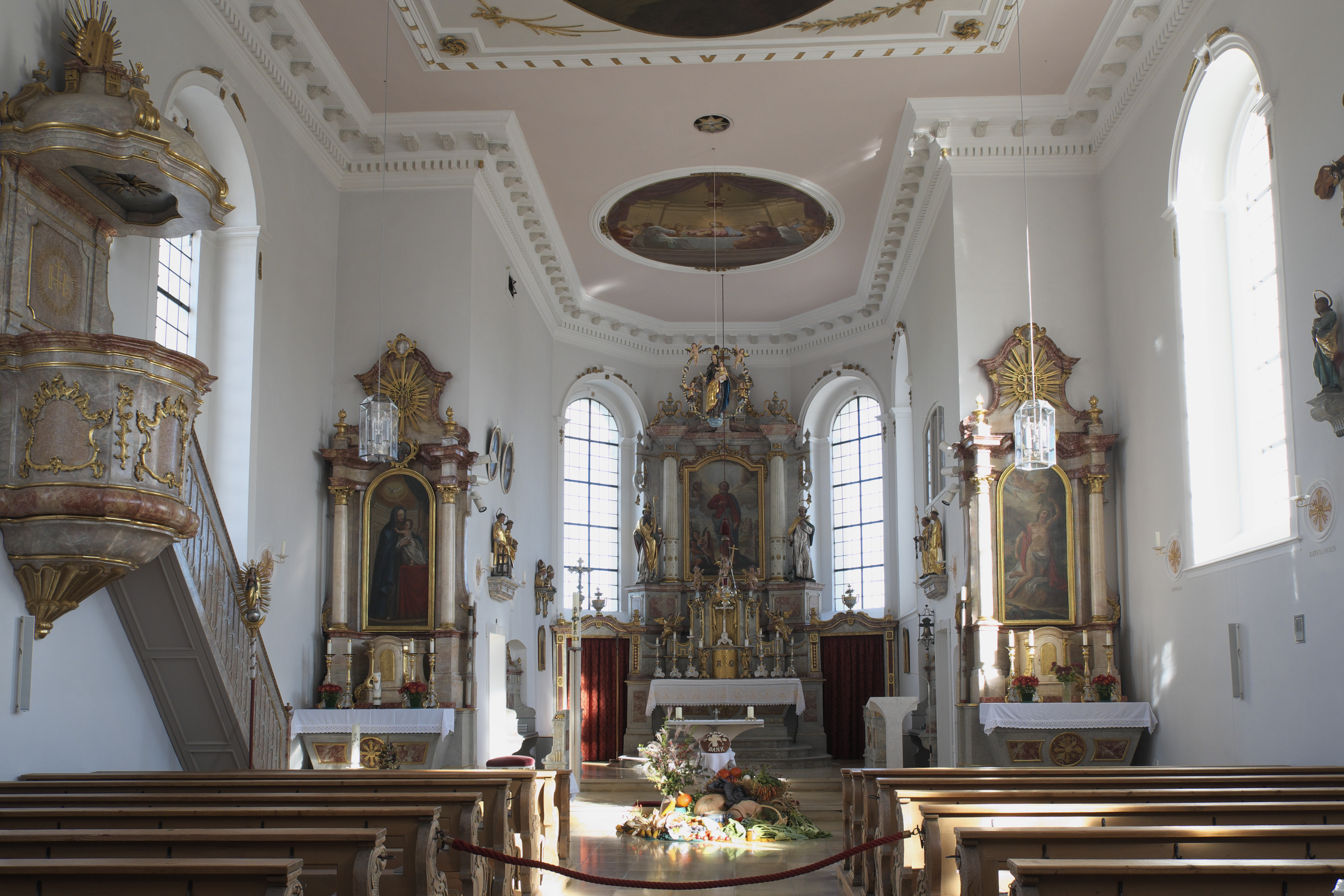
Innenraum

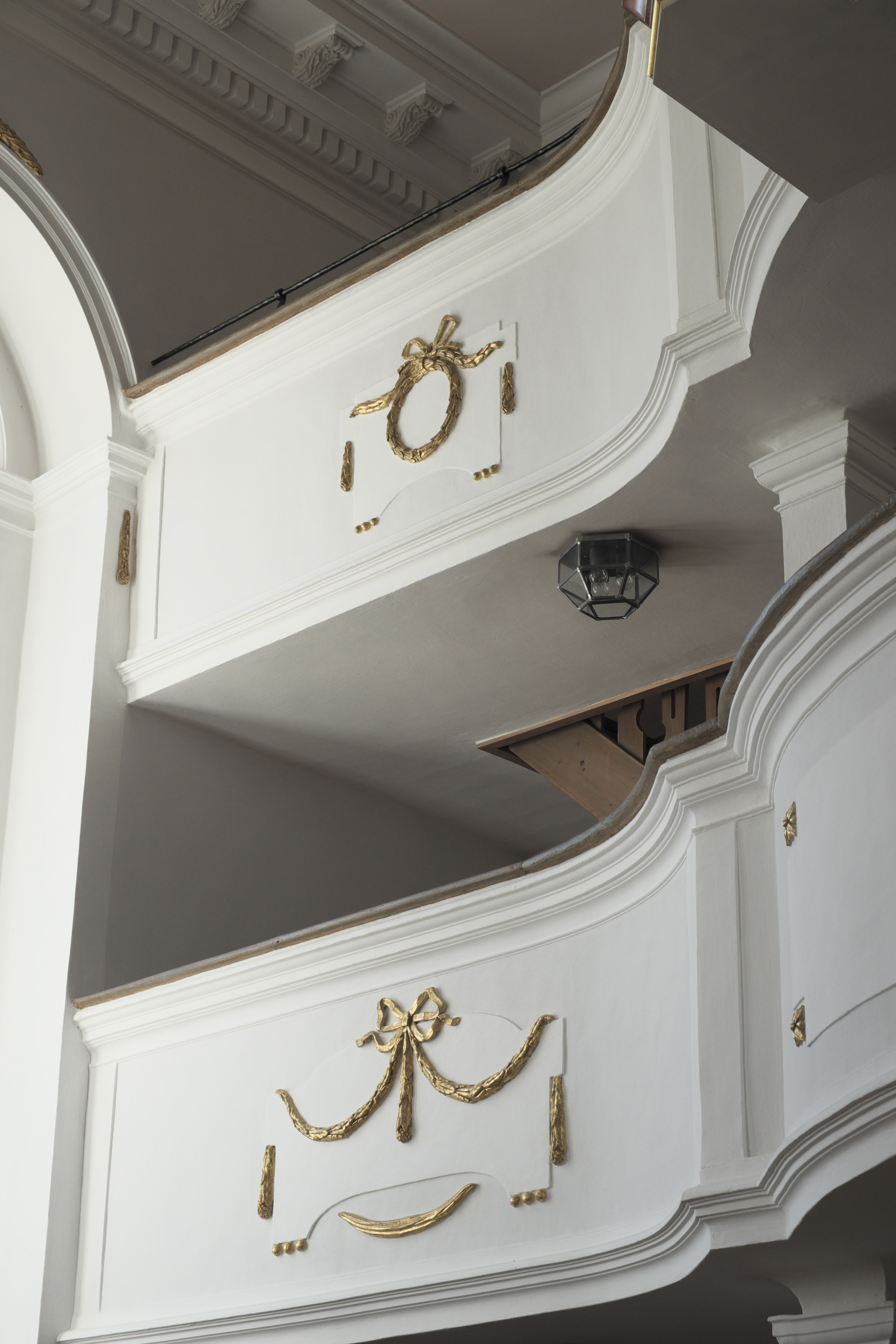
Emporenbrüstung

Die katholische Pfarrkirche St. Bartholomäus in Epfach, einem Ortsteil der Gemeinde Denklingen im oberbayerischen Landkreis Landsberg am Lech, wurde zu Beginn des 19. Jahrhunderts an der Stelle mehrerer Vorgängerbauten errichtet. Von der romanischen Kirche des 12./13. Jahrhunderts ist der Glockenturm erhalten, das Mauerwerk des Chors stammt aus gotischer Zeit. Die Kirche gilt als der am einheitlichsten erhaltene Kirchenbau des Klassizismus im Landkreis Landsberg und ist ein geschütztes Baudenkmal. In der Kirche werden wertvolle Skulpturen aus der Spätgotik und dem Barock aufbewahrt, die aus der Kapelle St. Lorenz stammen.

## Geschichte
An der Stelle der heutigen Kirche gründete Bischof Wikterp im 8. Jahrhundert vermutlich eine erste Kirche. Wikterp, der erste nachgewiesene Bischof von Augsburg, wurde in dieser Kirche nach seinem Tod um 771/72 bestattet. Von 1286 bis zur Säkularisation gehörte die Kirche zum Prämonstratenserkloster Steingaden. Im Jahr 1820 musste die alte Kirche wegen Baufälligkeit abgebrochen werden. In den Jahren 1821 bis 1823 wurde unter dem Schongauer Stadtmaurermeister Matthias Left eine neue Kirche errichtet. Spätestens mit dem Neubau erhielt die ursprünglich Maria geweihte Kirche das im Bistum Augsburg ungewöhnliche Patrozinium des Apostels Bartholomäus.

## Architektur

### Außenbau
Im nördlichen Chorwinkel steht der ungegliederte, mit einem Satteldach gedeckte Turm. Das Glockengeschoss ist auf drei Seiten von Zwillingsarkaden durchbrochen. In Chor und Langhaus sind hohe Fenster eingeschnitten, die von profilierten Rundbögen gerahmt werden. An der Südseite ist die zweistöckige, von einem Pultdach gedeckte Sakristei angebaut. Der Eingang ist in das Vorzeichen an der Westfassade integriert.

### Innenraum
Das Langhaus, ein in drei Achsen gegliederter Saalbau, geht ohne Chorbogen in den eingezogenen Chor mit Fünfachtelschluss über. Chor und Langhaus verschmelzen zu einem einzigen Raum und werden von einer gemeinsamen Flachdecke mit umlaufendem Konsolgesims, unter dem ein Würfelfries verläuft, überspannt. Den westlichen Abschluss des Langhauses bildet eine auf Rechteckpfeilern aufliegende Doppelempore mit geschwungenen Brüstungen.

## Deckenmalereien
Die Deckenmalereien des Pfrontener Malers Alois Keller werden von profilierten und teilvergoldeten Stuckrahmen eingefasst. Das Deckenbild des Langhauses trägt die Signatur: „A. Keller 1822“. Es zeigt den Kirchenpatron, den Apostel Bartholomäus, im Gespräch mit Jesus und anderen Jüngern. Das Deckenbild im Chor stellt das Abendmahl dar.

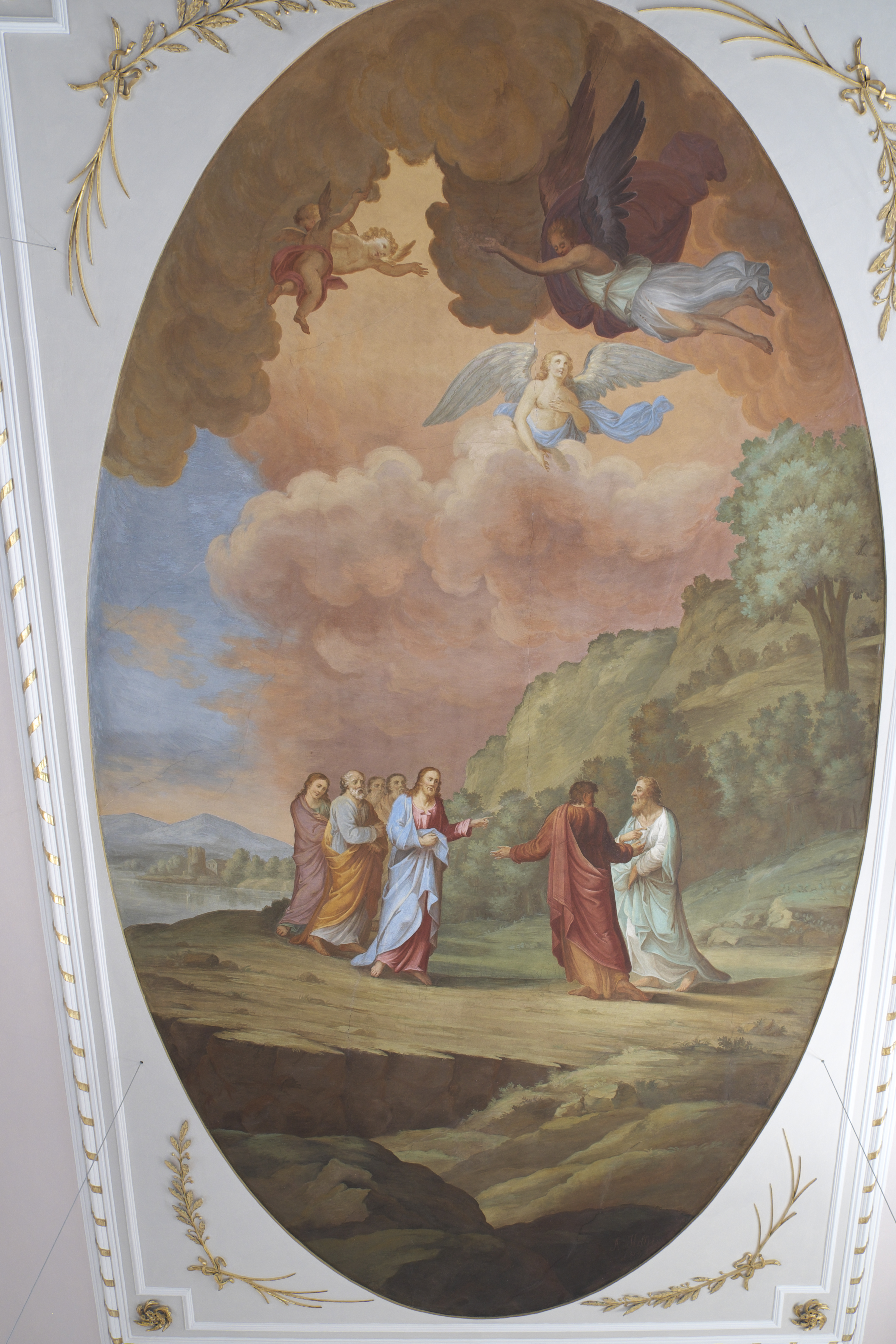
Deckenmalerei im Langhaus
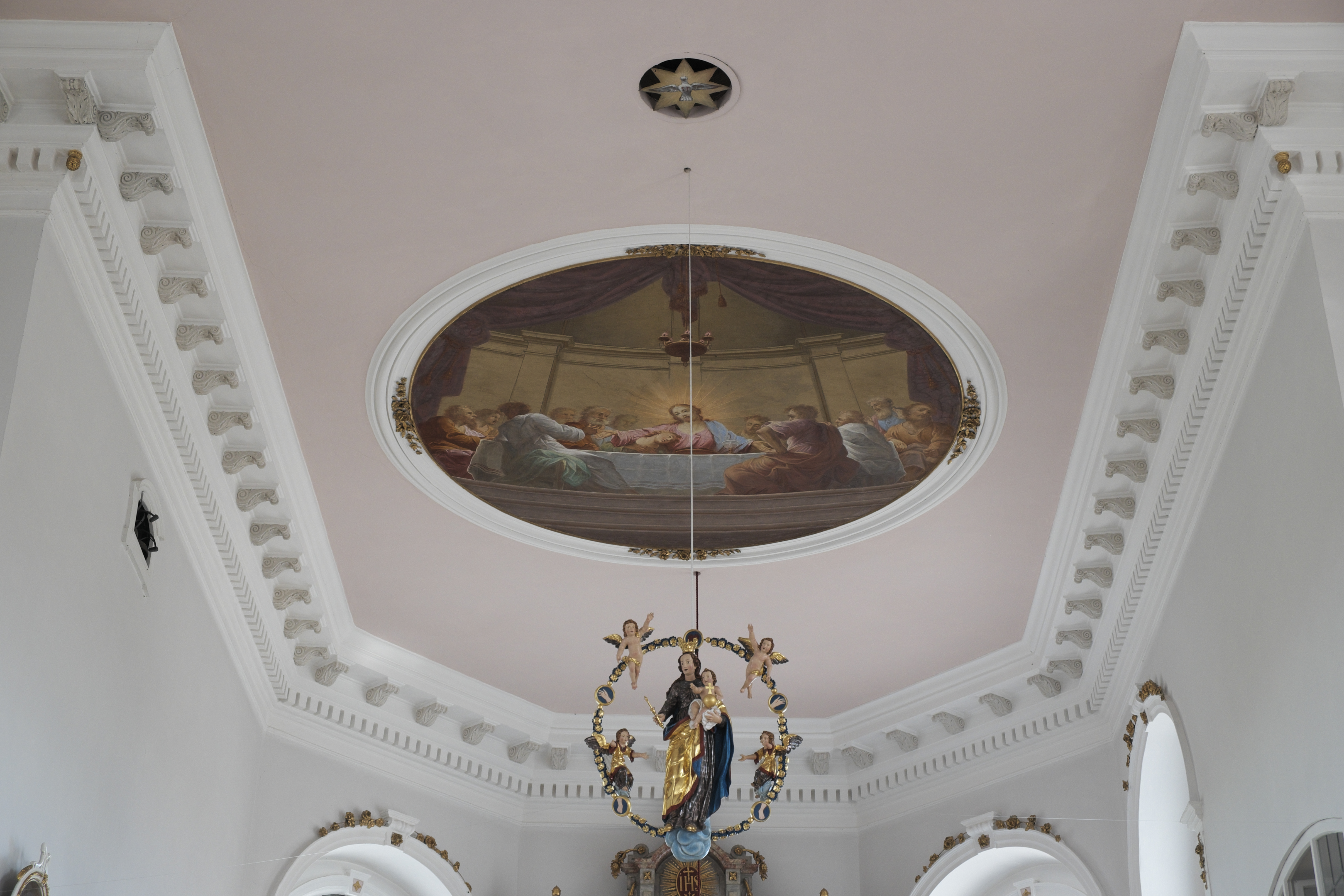
Deckenmalerei im Chor
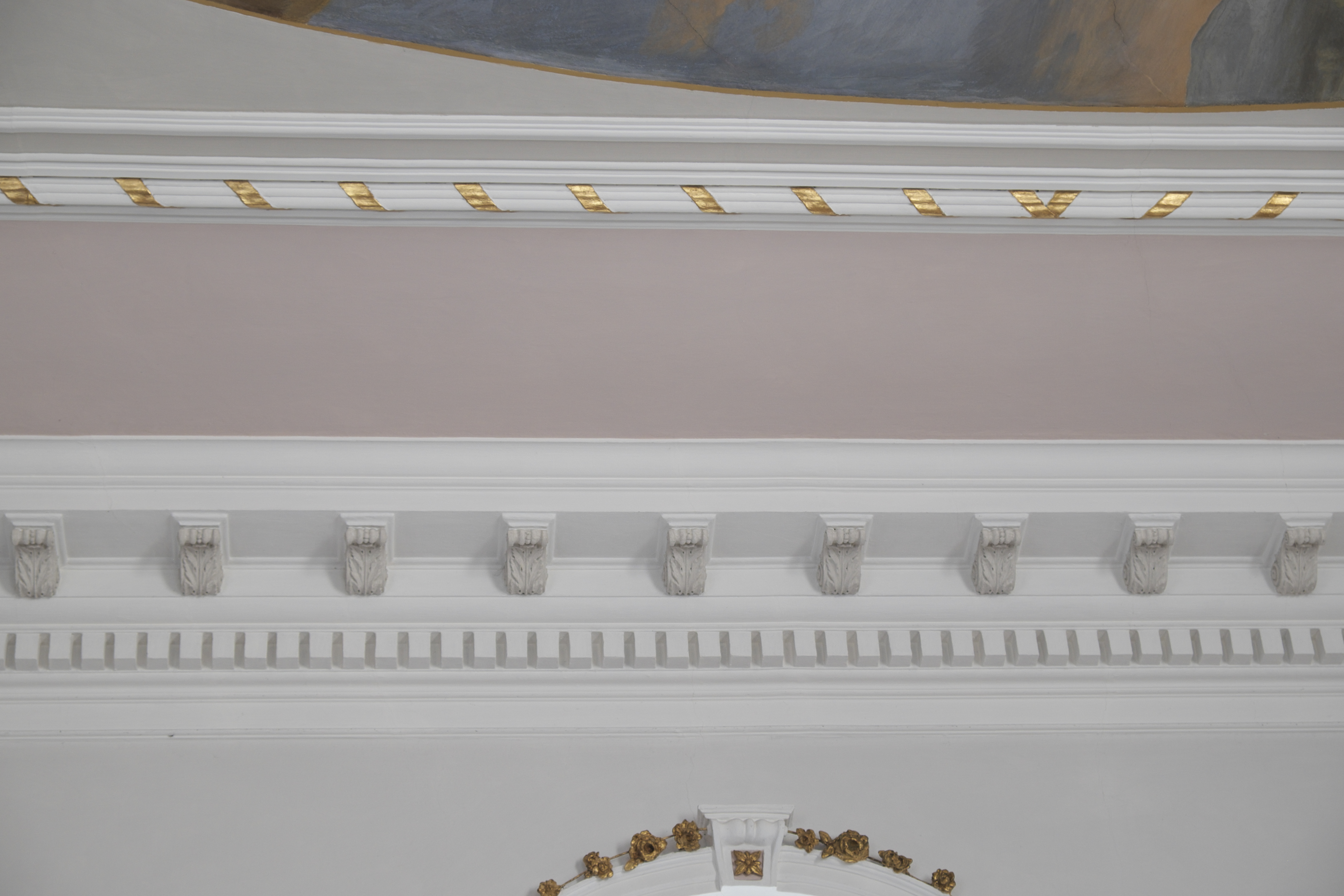
Gesims und Würfelfries

## Ausstattung

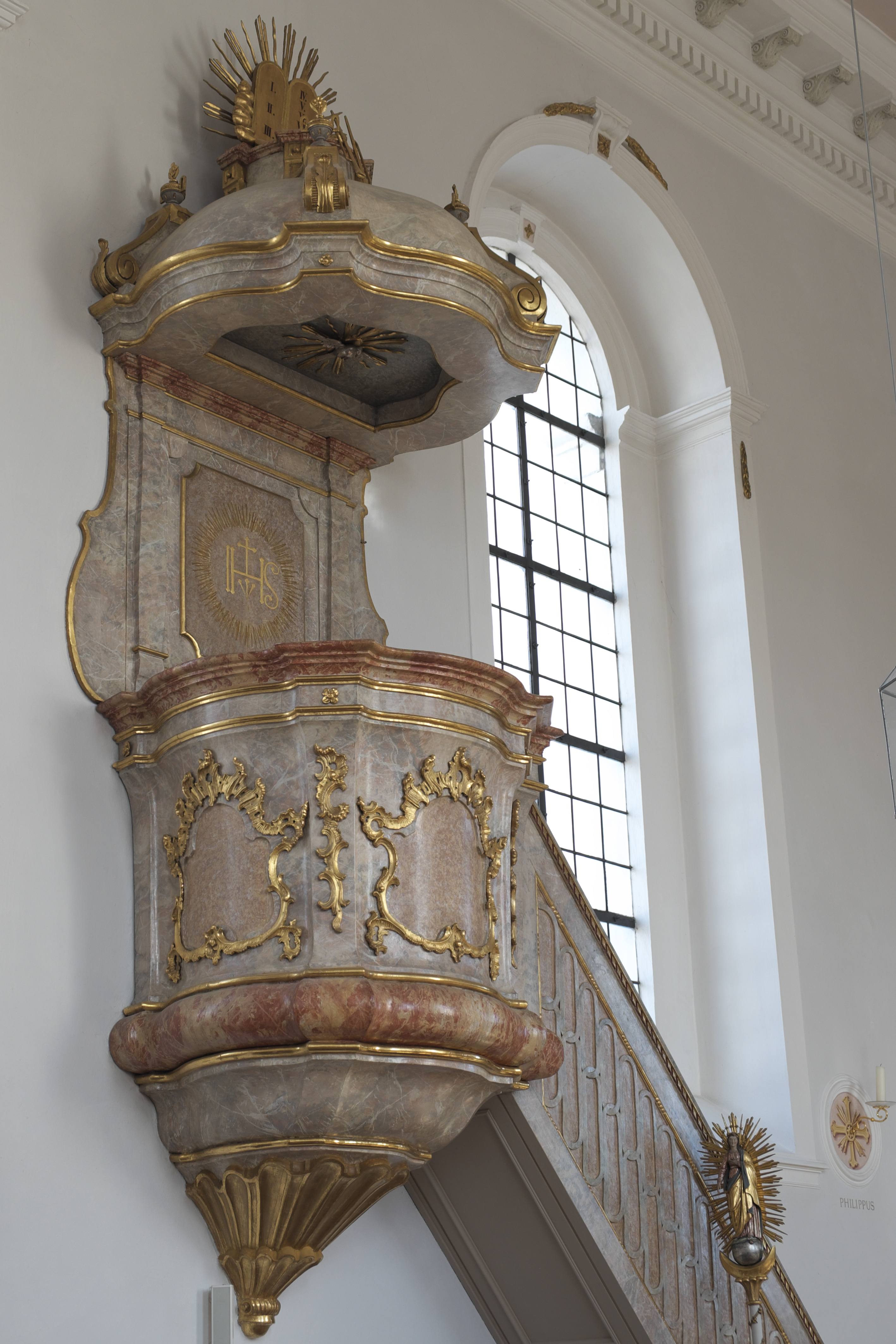
Kanzel

- Der dem Stil des Klassizismus nachempfundene Hochaltar von 1876/77 wird von zwei weiß gefassten, kannelierten Säulen gerahmt, seitlich stehen der heilige Wikterp und der heilige Magnus von Füssen. Das Altarblatt ist mit 1790 bezeichnet und stellt den Apostel Bartholomäus dar. Die Vasen über den seitlichen Durchgängen sind im Stil des Empire ausgeführt.
- Die beiden Seitenaltäre stammen aus dem späten 18. Jahrhundert. Auf den Altarblättern sind links die Muttergottes und rechts der heilige Sebastian dargestellt.
- Aus der Erbauungszeit der Kirche sind das klassizistische Chorgestühl und der holzgeschnitzte Kanzelaufgang erhalten.
- Die marmoriert und mit Rocailleornamenten verzierte Kanzel wird ins späte 18. Jahrhundert datiert und wurde vermutlich aus der Vorgängerkirche übernommen.
- Die beiden in Öl auf Holz gemalten Tafeln an den Chorwänden mit den Darstellungen des heiligen Wikterp und der seligen Herluka von Bernried sind Arbeiten des späten 17. Jahrhunderts.
- Die 14 im Stil des Rokoko auf Leinwand gemalten Kreuzwegstationen wurden im 18. Jahrhundert von Franz Anton Wassermann aus Schongau ausgeführt. Sie sind signiert und mit der Jahreszahl 1765 bezeichnet.
- Aus der Zeit des Rokoko stammt auch die Kreuzigungsgruppe an der Südwand des Langhauses.
- Im Jahr 1982 wurden wertvolle Skulpturen aus der Kapelle St. Lorenz in die Bartholomäuskirche gebracht. Die spätgotischen, zum Teil vergoldeten Holzfiguren an der nördlichen Chorwand, der heilige Laurentius und der heilige Stephanus, werden um 1460/65 datiert, die beiden Bischofsbüsten in die Zeit um 1500. An der südlichen Chorwand stehen die spätgotische Figur des heiligen Otmar von St. Gallen aus dem späten 15. Jahrhundert, der an seinem Attribut, dem Weinfass, zu erkennen ist, und die Figur des heiligen Leonhard aus der Zeit um 1700, der mit Abtsstab und Viehketten dargestellt ist. Die Skulpturen an der nördlichen Langhauswand, der heilige Rasso, der heilige Wikterp und der heilige Narcissus von Girona, werden dem späten 17. Jahrhundert zugerechnet.
- Das zylindrische Taufbecken aus Kalkstein stammt vermutlich aus dem 13. Jahrhundert.

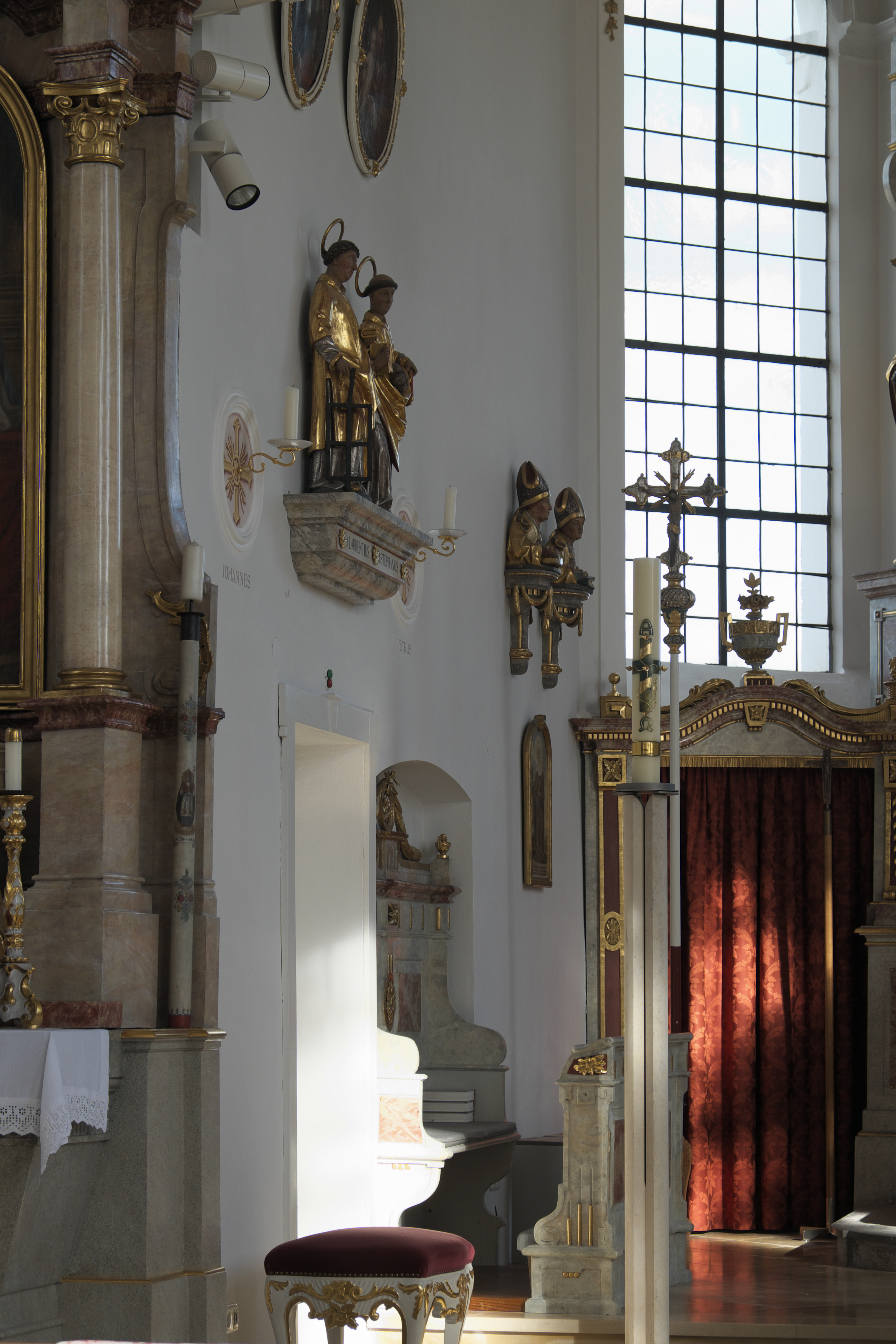
Skulpturen an der Nordwand des Chors
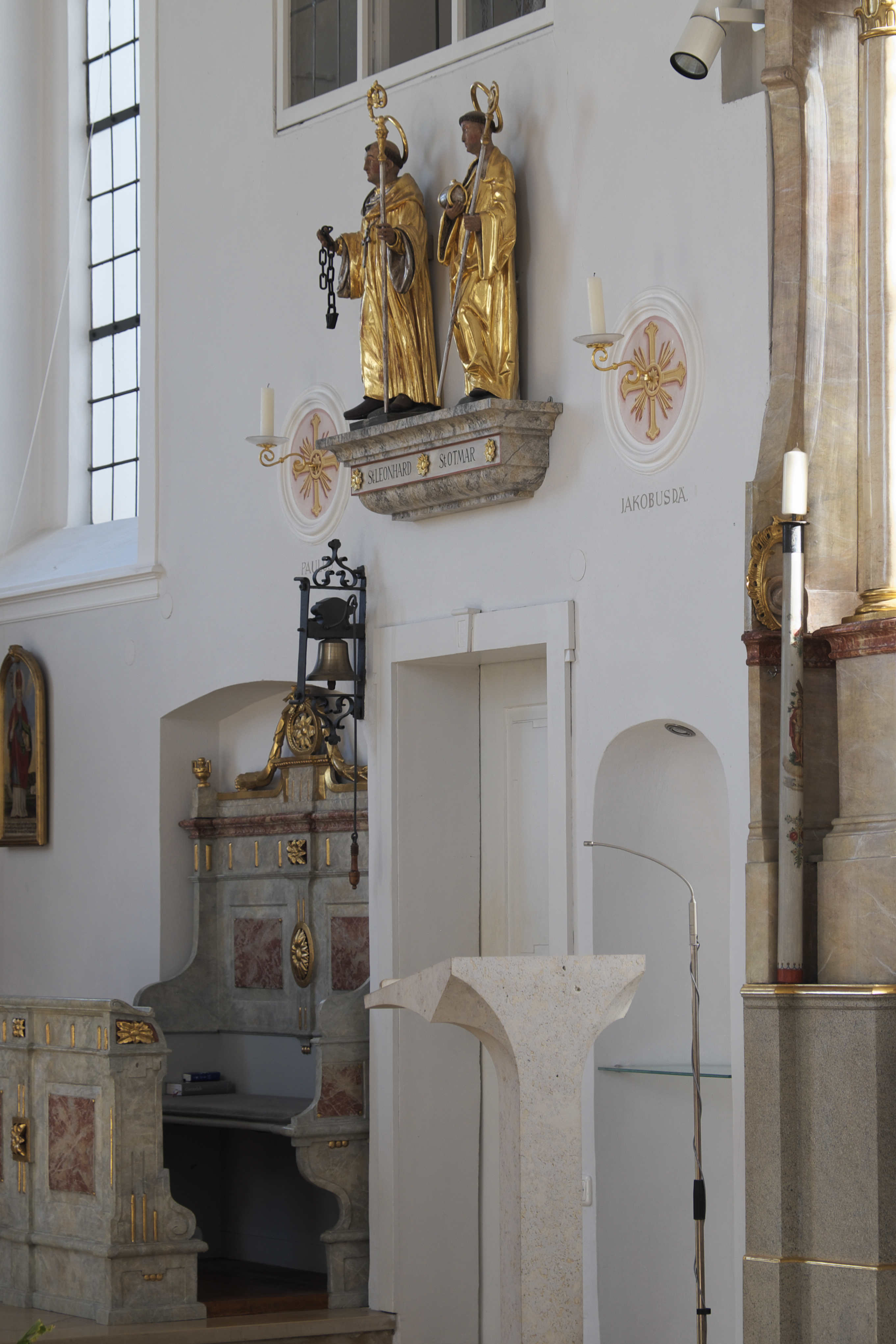
Heiliger Leonhard, heiliger Otmar
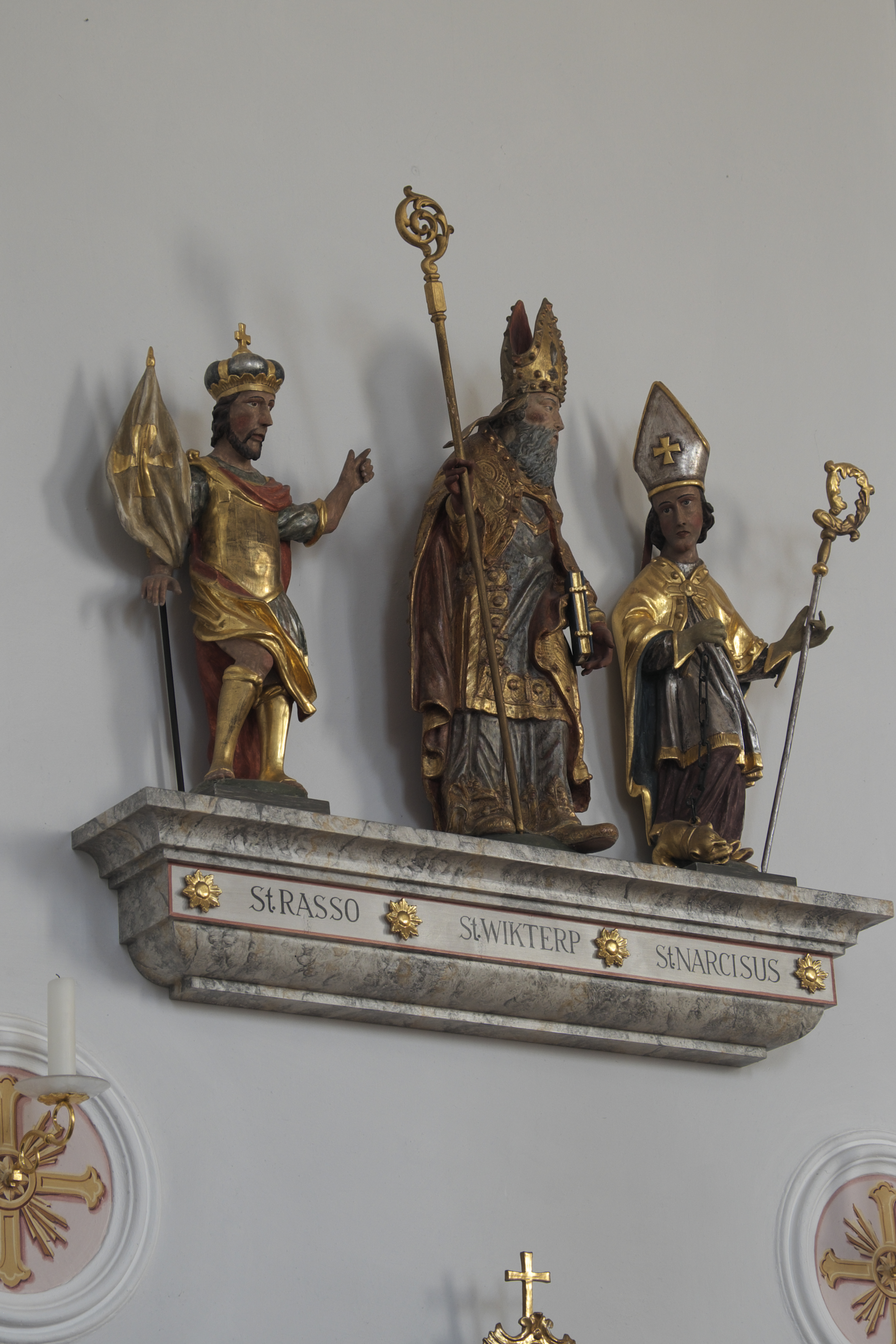
Heiliger Rasso, heiliger Wikterp und heiliger Narcissus von Girona